# أرسكين بولز
أرسكين بولز (بالإنجليزية: Erskine Bowles) (و. 1945 – م) هو سياسي من الولايات المتحدة الأمريكية ولد في غرينزبورو، كارولاينا الشمالية.
تولى منصب رئيس موظفي البيت الأبيض (1997-01-20–1998-10-20) .وهو عضو في الحزب الديمقراطي الأمريكي .

## التعليم
تعلم في جامعة ولاية كارولينا الشمالية في تشابل هيل، وجامعة كولومبيا.

## روابط خارجية
- أرسكين بولز على موقع مونزينجر (الألمانية)
- أرسكين بولز على موقع إن إن دي بي (الإنجليزية)